# 澳門2016年度頒授勳章、獎章和獎狀名單
澳門2016年度頒授勳章、獎章和獎狀名單於2016年12月13日由澳門特別行政區行政長官崔世安簽署，並於《澳門特別行政區政府公報》公布，共有63位人士、團體、機構分別獲授勳，表揚他們在個人成就、社會貢獻或服務澳門特別行政區方面有傑出的表現。勳章、奬章和奬狀頒授儀式於2017年1月6日在澳門文化中心綜合劇院舉行。

## 榮譽勳章
金蓮花榮譽勳章
- 張裕
- 李沛霖

銀蓮花榮譽勳章
- 高開賢
- 尹君樂

## 功績勛章
專業功績勛章
- 身份證明局
- 李淑華

工商功績勛章
- 何玉棠
- 羅德禮繼承有限公司

旅遊功績勛章
- 文綺華
- 盧子成

教育功績勛章
- 梁勵
- 澳門大學
- 菜農子弟學校
- 葉雄杰

文化功績勛章
- 澳門美術協會
- 繆鵬飛

仁愛功績勳章
- 澳門街坊福利會
- 澳門愛心之友協進會
- 澳門弱智人士家長協進會

體育功績勳章
- 澳門武術總會
- 冼馬廖
- 劉惠洪

## 傑出服務獎章
英勇獎章
- 衛生局防疫接種團隊
- 治安警察局交通廳澳門交通警司處

勞績獎章
- 歐美蓮
- 韋思明
- 蘇天洪

社會服務獎章
- 楊道銚（楊姚）
- 曾夢兒
- 李寳來
- 黃敏兒

## 獎狀
榮譽獎狀
- 柳桓圭（Lew Hwan Kyu）

功績獎狀
- 勞工子弟學校“摩擦力分析儀”發明團隊
- 勞工子弟學校“可攜式環保淨水器” 發明團隊
- 李君濠
- 李偉誠